# قائمة شخصيات أوجاماجو دوريمي

ملصق الأنمي

فيما يلي قائمة شخصيات سلسلة أوجاماجو دوريمي.

## الشخصيات الرئيسية
هاروكازي دوريمي
بالإنجليزية: Doremi Harukaze، باليابانية: 春風どれみ
العمر: في الموسم الأول 9 سنوات وبعد كل موسم تزداد سنة لذلك في نهاية الموسم الأخير عمرها 12
تاريخ الميلاد: 30 يوليو، 1990
اللون السحري:   زهري
لون الشعر: وردي
الآلة الموسيقية: البيانو
الجملة السحرية باليابانية وهي بيريكا بيري لالا نوبوليلا ديتري تو
دوريمي هي فتاة لطيفة وعصبية وغبية أحياناً، هي أول من تصبح ساحرة قبل صديقاتها
شخصيتها مرحة جداً وتعتقد دوماً انها اتعس فتاة في العالم، تحب اصدقائها واختها الصغيرة
و لكنها تحب شرائح اللحم (الستيك) أكثر من أي شيء.
و كذلك هي تحب الأولاد الوسيمين كثيراً واللون الوردي.
لا تحب المدرسة ابداً وتكره الاختبارت بالتحديد امتحان الرياضيات.
كانت أمنية دوريمي ان تكون ساحرة دائما وقد تحقق ذلك بالفعل.
و تتمنى دائما ان تمتلك الشجاعة لاعترافها بحبها لاحد الفتيان.
أول ظهور لها كانم في الحلقة 1
دوريمي هي الشخصية الأولى والرئيسة في الانمي لذلك كان لها الدور الأكبر في معظم الحلقات
سينو آيكو
بالإنجليزية: Aiko Senoo، باليابانية: 妹尾あいこ
العمر: في الموسم الأول 10 سنوات وبعد كل موسم تزداد سنة لذلك في نهاية الموسم الأخير عمرها 13
تاريخ الميلاد: 14 نوفمبر، 1989
اللون السحري:   أزرق مائي
لون الشعر: صبغة اللازورد
الآلة الموسيقية: هارمونيكا
الجملة السحرية: باميريكا راريكا لا ليلولي ببو
آيكو هي قد تكون هي أكثر الشخصيات جذابة في الانمي، شخصيتها قوية جداً وردة فعلها تكون أقوى.
سينو آيكو هي فتاة رياضية قوية وذكية ومن الصعب على أحد ان يهزمها في أحد الرياضات وان يغير رأيها
فمن أقوى صفاتها انها عندما تتخذ شيء لا تغيره. وقد يكون سر قوتها انها تعمل كثيراً سواء في المنزل أو خارجه،
حيث انفصل والديها منذ ان كانت صغيرة في الرابعة من عمرها وهي تتمنى ان يعودا.
هي فتاة من مدينة أوساكا لذلك نرى ان لهجتها مختلفة قليلا عن اصدقائها
تقوم آيكو بالأعمال المنزلية كالطبخ والغسل والكوي وغيرها وهي لا تستطيع السباحة وجسمها كله في الماء
كما راينا ذلك في الاوفا 3 من اوجاماجو نايشو، تعيش مع والدها في منزل صغير في ميسورا ويعاني والدها من بعض المشكلات المالية ويعمل
والدها سائق اجرة ووالدتها طبيبية عجائز.
ايكو هي ثاني الساحرات بعد دوريمي واسمها المستعار هو (أي - شان).
تعشق اللون الأزرق.
و يعجب بها الصبيان والفتيات إلا أنها لا تعطيهم أي اهتمام وهي تكره الأولاد وان يكذب عليها أحد.
أول ظهور لها كان في الحلقة 3.
الحلقات الخاصة:
الجزء الأول: 3، 6، 23، 34، 47
الجزء الثاني: 10، 20، 34، 36، 44
الجزء الثالث: 8، 26، 40، 44
الجزء الرابع: 38، 48
الجزء الخامس (الاوفا): 3، 10
+ الفلم الثاني
فيجاروا هازوكي
بالإنجليزية: Hazuki Fujiwara، باليابانية: 藤原はづき
العمر: في الموسم الأول 8 سنوات وبعد كل موسم تزداد سنة لذلك في نهاية الموسم الأخير عمرها 11
تاريخ الميلاد: 14 فبراير، 1991
اللون السحري:   برتقالي
لون الشعر: بني
الآلة الموسيقية: الكمان
الجملة السحرية: باي باي باي بون بوا بوا بوو
هازوكي هي فتاة لطيفة ورقيقة وخجولة وجبانة وهي مدللة جداً من طرف والدتها ومربيتها، وهي فتاة غنية جداً.
يعمل والدها مخرج أفلام، وهي ثالث الساحرات بعد دوريمي وايكو، وكانت مع دوريمي في الروضة نفسها.
تحب الهدوء واللون البرتقالي
تخاف من الأشباح والوحوش جداً جداً.
أول ظهور لها كان في الحلقة 1.
الحلقات الخاصة:
الجزء الأول: 2، 11، 18، 19
الجزء الثاني: 11، 19، 38
الجزء الثالث: 9، 36
الجزء الرابع: 9، 42، 49
الجزء الخامس (الاوفا): 6، 11
سيجاوا اونبو
بالإنجليزية: Onpu Segawa، باليابانية: 瀬川おんぷ
العمر: في الموسم الأول 8 سنوات وبعد كل موسم تزداد سنة لذلك في نهاية الموسم الأخير عمرها 11
تاريخ الميلاد: 3 مارس، 1991
اللون السحري:   بنفسجي
لون الشعر: خزامي
الآلة الموسيقية: الناي
الجملة السحرية: بوررن يورن فامب فامب فا
اونبو هي ممثلة ومغنية مشهورة في اليابان لدى الأطفال وكانت في بداية طريقها الفني فتاة متكبرة ومدللة
و تحب المدح، إلا أنها تغيرت بفضل الصديقات الثلاث دوريمي وهازوكي وايكو، أصبحت ساحرة بعد أن رأت
منافسة ماجو ريكا وعرفت انها ساحرة وبذلك تصبح اونبو ساحرة.
كانت دوماً تستخدم السحر في اشياء ممنوعة كالتغير في افكار الآخرين وبعدها في الحلقة 50 محت ذاكرة
الذين رأوها وعرفوا انها ساحرة مع دوريمي وآيكو وهازوكي وبعد بذلك جعلت حاكمة السحرة اونبو تغط في نوم لمدة 500 سنة عقوبة لها
ولولا صديقاتها الثلاث الذين انقذوها وفقدوا السحر بسببها، وبعدها تغيرت اونبو أصبحت صديقتهم.
و أصبحت اونبو مثلة ومغنية مشهورة في اليابان.
أول ظهور لها كان في الحلقة 35.
الحلقات الخاصة:
الجزء الأول: 35، 48، 49
الجزء الثاني: 8، 34، 39، 41
الجزء الثالث: 18
الجزء الرابع: 5، 33
الجزء الخامس (اوفا): 4، 8
اسوكا موموكو

موموكو اسوكا

بالإنجليزية: Momoko Asuka، باليابانية: 飛鳥ももこ
العمر: ظهرت في الموسم الثالث وعمرها 11 سنة وفي الموسم الأخير تصبح في 12 من عمرها
تاريخ الميلاد: 6 مايو، 1990
اللون السحري:   أصفر،   أخضر
لون الشعر: ليمي
الآلة الموسيقية: قيثارة
الجملة السحرية: بيروتان بيتون باراريرا بون
ظهرت مومو في الجزء الثالث من اوجاماجو دوريمي وهي قادمة من الولايات المتحدة الأمريكية
و لديها جنسية مزدوجة وهي اليابانية والأمريكية، هي فتاة قد تبكي بسرعة وهي عندما جاءت
إلى اليابان لم تكن تعرف اليابانية لذلك هي خجولة قليلاً، تجيد اللغة الإنجليزية جيداً لانها من أمريكا
كانت معها أفضل ساحرة وهي ماجو مونرو عندما كانت في أمريكا.
في بداية مجيئها لليابان كانت لا تجيد اللغة اليابانية لذلك كان من الصعب للاخرين ان يتحدثوا معها لأنها قضت معظم حياتها في أمريكا (منذ ان كانت في الحضانة إلى الصف الرابع الابتدائي) عندما جائت إلى اليابان أصبحت في الصف الخامس الابتدائي مع دوريمي، ولكن بقية الصديقات في فصل آخر.
ولكنها تعلمت اللغة اليابانية بشكل تدريجي.
ولكن نراها أحياناً تتحدث باللغة الإنجليزية في الانمي ببعض الكمات الإنجليزية مثل stop، okay، yes، wait.....
تحب الإزعاج والمشاغبة قليلاً واللون الأصفر وتخاف الأشباح والخرافات.
أول ظهور لها كان في الحلقة 1 من الموسم الثالث.
الحلقات الخاصة:
الجزء الثالث: 1، 2، 3، 14، 18، 32، 9
الجزء الرابع: 20، 47
الجزء الخامس (الاوفا): 2، 9
 «هانا» ماكيهاتاياما
بالإنجليزية: Hana Makihatayama، باليابانية: 巻機山花
العمر: في الموسم الثاني كان عمرها سنة واحدة والموسم الثالث عمرها عامين والموسم الرابع 12 سنة بعد تحولها
تاريخ الميلاد: 25 مارس، 2000
اللون السحري:   أصفر،   أبيض
لون الشعر: أصفر
الجملة السحرية: بولوري بولاري هانا هانا بي
هانا - شان هي في الاصل طفلة من عالم السحر، وجدتها دوريمي واصدقائها عندما دخلوا حديقة ملكة السحر التي تنتج طفلة كل 100 سنة
لكي تخلف الملكة الحالية.
و يسعى اوياجيد لاختطاف هانا في الموسم الثاني، وفي نهاية الموسم الثاني تمرض هانا - شان
و تضحي الفتيات بالسحر لشفائها وتبقى هانا - شان في عالم السحر مع بقية الأطفال بعدما كبرت قليلاً.
ولكن في الموسم الرابع تتحول هانا - شان إلى فتاة ذو 12 سنة بطريقة ما أي لكي تصبح في نفس عمر الفتيات الخمس،
و تصبح معهم في نفس المدرسة والفصل مع دوريمي وموموكو
وتم استعارة اسم ماكيهاتاياما لكي يكون هذا هو اسم عائلتها وهو ليس كذلك،
ولكن هانا رغم أنها كبيرة في الجسم إلا أنها صغيرة في العقل فتفعل اشياء غبية لا تعرف معناها.
هانا دئما تسمي دوريمي وصديقاتها «ماما» لان هم من قاموا بتربيتها منذ الولادة.
أول ظهور لها كان في الحلقة 1 من الموسم الثاني.
ماجو ريكا
بالإنجليزية: Majorika، باليابانية: マジョリカ
هي ساحرة من عالم السحر ولكنها تسكن في العالم الحقيقي وتعمل تاجرة في متجر ماهو - دوو لبيع الأغراض السحرية.
ولكن في يوم من الايام دخلت دوريمي إلى محل السحر واكتشفت دوريمي بأن ماجوريكا ساحرة مع إشارة الاصبع تحولت ماجوريكا إلى شكل الضفدع
وهي اللعنة التي وضعتها ملكة السحرة السابقة حيث إذا اكتشف أي شخص من العالم الحقيقي شخص من عالم السحر بأنها ساحرة فأنه يتحول إلى هذا الشكل.
ولا يمكن أن يعود الشخص إلى هيأته الطبيعة الا إذا أصبح الشخص الذي اكتشف الأمر ساحر ويتجاوز الاختبارات التسعة في عالم السحر.
ماجوريكا هي ساحرة سريعة الغضب وهي من ترعى شؤون متجر ماهو - دوو وتوجه الفتيات على العمل دائماً.
أول ظهور لها كان في الحلقة 1
لا لا
و هي الجنية الخاصة بماجوريكا، لا لا طيبة القلب ولطيفة مع الفتيات عكس صاحبتها ماجوريكا.
و يوجد جنية لكل واحدة من الفتيات مثل لا لا ولكنهم لا يتكمون مثل لا لا.

## الشخصيات الثانوية
هاروكازي بوب
العمر: في الموسم الأول 5 سنوات وبعد كل موسم تزداد سنة لذلك في نهاية الموسم الرابع الأخير عمرها 8 سنوات.
بوب هي اخت دوريمي الصغرى، وهي تبدو أكثر نضجاً من اختها دوريمي، أصبحت ساحرة متدربة في الحلقة 25 في الوسم الأول
بعدما رأت الفتيات يقمن بمنصة السحر فقررت ماجوريكا بأن تصبح بوب متدربة رابعة.
كانت في الجزء الأول في الروضة، اما الجزءالثاني فكانت في الصف الأول والجزءالثالث في الصف الثاني وأخيراً الرابع فكانت في الصف الثالث.
اللون السحري:   أحمر
لون الشعر: زهري
الحلقات الخاصة:
الموسم الأول: 25
الموسم الثاني: 3، 14، 37، 40
الموسم الثالث: 17، 22، 27، 39
الموسم الرابع: 3، 40
الموسم الخامس (الاوفا): 5
أول ظهور لها كان في الحلقة 1
أول ظهور لها كان في الحلقة 1

المعلمة سيكي
بالإنجليزية: Seki-sensei، باليابانية: 関先生
سيكي - سينسي وهي معلمة في مدرسة ميسورا الابتدائية، وهي معلمة دوريمي وهازوكي وآيكو واونبو في الصف الثالث والرابع
و كذلك هي معلمة دوريمي وموموكو في الصف الخامس ومعلمة دوريمي وموموكو وهانا في الصف السادس.
سيكي - سينسي معلمة جيدة ولها شخصية قوية وهي طيبة القلب وتساعد طلابها دائماً.
أول ظهور لها كان في الحلقة 1

المعلمة نيشيزاوا
بالإنجليزية: Nishizawa-sensei، باليابانية: 西沢ゆ～か
نيشيزاوا - سينسي وهي معلمة في مدرسة ميسورا الابتدائية، وهي معلمة آيكو وهازوكي وانبو في الصف الخامس والسادس في الفصل 2
هي فتاة شابة ومعلمة جديدة، تجد صعوبة في البداية في التعامل مع طلابها ولكنها تجد الطريقة الأفضل للتعامل معهم
و هي تتصرف كالاطفال في بعض الأحيان.
أول ظهور لها كان في الحلقة 2 في الموسم الثالث

المعلمة يوكي
بالإنجليزية : Yuki-sensei، باليابانية : ゆき先生
و هي تعمل كطبيبة في المدرسة وهي امراة طيبة القلب تساعد طلابها دائما في حل مشاكلهم.
المعلمة يوكي لها سر عظيم سيظهر لاحقاً .
أول ظهور لها كان في الحلقة 1

### آباء وامهات الشخصيات الرئيسة
كيسوكي هاروكازي وهو والد دوريمي. (يعمل في في شركة لكتابة الروايات أو ما شابه وهو يحب صيد الأسماك (لكن زوجته تعارض فكرة ممارسته لهذه لهواية وتتشاجر معه كثيراً)
بعض الحلقات الخاصة :
الموسم الثاني : الحلقة 27، الحلقة 40
أول ظهور له كان في الحلقة 1 بالموسم الأول

هاروكا هاروكازي وهي والدة دوريمي. (تعمل ربت منزل، كانت تريد لدوريمي ان تصبح عازفة بيانو لكن دوريمي فشلت كما عُرض في الفلم الأول)
بعض الحلقات الخاصة :
الموسم الثاني : الحلقة 2، الحلقة 40
أول ظهور لها كان في الحلقة 1 بالموسم الأول
آكيرا فيجاروا وهو والد هادزوكي. (يعمل كمخرج أفلام لا يظهر كثيراً في الانمي لانه مشغول بعمله)
بعض الحلقات الخاصة :
الموسم الأول : الحلقة 27
أول ظهور له كان في الحلقة 2 بالموسم الأول
بعض الحلقات الخاصة :
الموسم الثاني : الحلقة 11
أول ظهور لها كان في الحلقة 2 بالموسم الأول
ريكو فيجاروا وهي والدة هازوكي. (تعمل ربت منزل، تحب هازوكي كثيراً ودائما تدللها وتشتري لها الاثواب لكن هازوكي لايعجبها بعضها ولكنها لا تخبر امها لانها تعرف انها ستحزن لذلك كثيراً)
بايا وهي مربية هازوكي (تعمل لدى أسرة هازوكي منذ وقت طويل حتى قبل أن تتزوج ام هازوكي، تحب هازوكي كثيراً وتعتني بها رغم أنها صارمة جداً ومنضبطة وتريد ان تصبح هازوكي آنسة محترمة)
بعض الحلقات الخاصة :
الموسم الأول : الحلقة 22
الموسم الخامس (الاوفا): الحلقة 6
أول ظهور لها كان في الحلقة 2 بالموسم الأول
كوجي سينو وهو والد آيكو. (يعمل سأئق أجرة «تاكسي» هو وزوجته اتسوكو منفصلان منذ مدة ويعيش مع آيكو في مدينة ميسورا بعدما انتقلا من مدينة اوساكا، لديه بعض المشاكل المالية، يحب آيكو كثيراً رغم أنه كثيراً ما يحدث بينهما جدال، وهو دائما يخرج للعمل من الصباح ولا يعود الا المساء ويبقى أحيانا في المقهى لذلك تبقى آيكو وحيدة في المنزل دائماً لذلك كان يفكر مرة بالزواج كما عرض عليه مدير عمله الزواج على قريبته ولكن آيكو رفضت ذلك.)
بعض الحلقات الخاصة :
الموسم الأول : الحلقة 3، الحلقة 23، الحلقة 47
الموسم الثاني : الحلقة 20
الموسم الثالث : الحلقة 26، الحلقة 44
الموسم الرابع : الحلقة 38، الحلقة 48
أول ظهور له كان في الحلقة 3 بالموسم الأول
أتسوكو أوكامورا وهي والدة آيكو. (تعمل طبيبية عجائز في مدينة اوساكا، هي منفصلة عن زوجها وتعيش وحدها في اوساكا، وسبب انفصال الزوجين هو عن عمل الام، فلا يوجد من يعتني بآيكو في حال غيابهما بسبب عملهما ولكن اتسوكو أصرت الا تترك عملها كطبيبة وهناك أسباب أخرى منها رفض والد اتسوكو البقاء مع كوجي تتمنى ان تلتقي بانتها آيكو ولكن ذلك يحصل نادراً فقط فأحيانا في المناسبات كأعياد الميلاد.)
بعض الحلقات الخاصة :
الموسم الأول : الحلقة 34
الموسم الثاني : الحلقة 20، الحلقة 44
الموسم الثالث : الحلقة 26
الموسم الرابع : الحلقة 38، الحلقة 48
أول ظهور لها كان في الحلقة 34 بالموسم الأول
تسويوشي سيغاوا وهو والد اونبو. (يعمل كسائق قطارات، يظهر نادراً جداً، فعمله لا يسمح له بأن يعيش مع ابنته وزوجته)
بعض الحلقات الخاصة :
الموسم الأول : الحلقة 49
الموسم الثاني : الحلقة 44
أول ظهور له كان في الحلقة 49 بالموسم الأول
ميهو سيغاوا وهي والدة اونبو. (كانت ممثلة ومغنية سابقة، وهي تعمل الآن كمديرة أعمال ابنتها اونبو، تريد ان تصبح اونبو ممثلة مشهورة ولا تريدها ان تخفق كما حدث معها في السابق)
بعض الحلقات الخاصة :
الموسم الثاني : الحلقة 8
الموسم الرابع : الحلقة 15
أول ظهور لها كان في الحلقة 35 بالموسم الأول
كينزو اسوكا وهو والد موموكو. (يعمل مهندس معماري، وهو رجل ياباني تزوج بمتيوري الأمريكية كانا يعيشان في أمريكا ولكنهما انتقلا إلى اليابان برفقة موموكو في الموسم الثالث)
أول ظهور له كان في الحلقة 14 بالموسم الثالث
مينوري اسوكا وهي والدة موموكو. (تعمل كمصورة، وهي امراة أمريكية تزوجت بكينزو في أمريكا وانجبت فتاة سمتها موموكو، تجيد اللغة اليابانية)
أول ظهور له كان في الحلقة 2 بالموسم الثالث